# Аукарам
Аукарам (малаял. ഔകാരം) — буква алфавита малаялам, обозначает дифтонг «АУ». В комбинации с согласной буквой, до орфографической реформы, передавалась с помощью двух знаков, называемых в сингальской орфографии комбува ха гаянукитта — ൌ, в современной орфографии внутри слова аукарам пишется только одной гаянукиттой (Пример: നൗക /науха — лодка).
- Малаяламская гаянукитта